# L函數
在當代數論中，L函數是一類重要的複變數函數，蘊含重要的數論、算術代數幾何或表示理論信息，目前仍有大量待解的猜想。L函數是黎曼ζ函數的推廣，最簡單的例子是狄利克雷L函數，狄利克雷藉此研究等差數列中的素數密度。
許多L函數也有p進數版本。
L函數通常以無窮級數表示，有時也稱為L級數；這種級數通常只對虛部夠大的參數 {\displaystyle s} 方收斂。一如黎曼ζ函數，L級數往往能延拓為整個複數平面上的亞純函數或全純函數，並具備乘積表法及函數方程。

## L函數的例子
- 黎曼ζ函數
- 對應到模形式的L函數（梅林變換）
- 由狄利克雷特徵給出的狄利克雷L函數
- 由赫克特徵（英语：Hecke character）給出的赫克特徵的L函數（英语：Hecke character）
- 伽羅瓦表示給出的阿廷L函數（英语：Artin L-function）
- 自守表示給出的自守L函數（英语：Automorphic L-function）
- 動形給出的L函數，例如哈斯-韋伊L函數（英语：Hasse–Weil zeta function）

這幾類L函數之間的關係是當代數學的核心問題之一；郎蘭茲綱領由L函數的配對出發，預測了伽羅瓦表示、{\displaystyle \ell }-進表示（或動形）與自守表示間的關係。
L函數的零點、極點及特別值也蘊藏深刻的算術信息。千禧年大獎難題之一的贝赫和斯维讷通-戴尔猜想（BSD猜想）便是一例。

## 文獻
- Jean-Pierre Serre, Cours d'arithmétique